# Seznam linuxových distribucí, které běží z RAM počítače

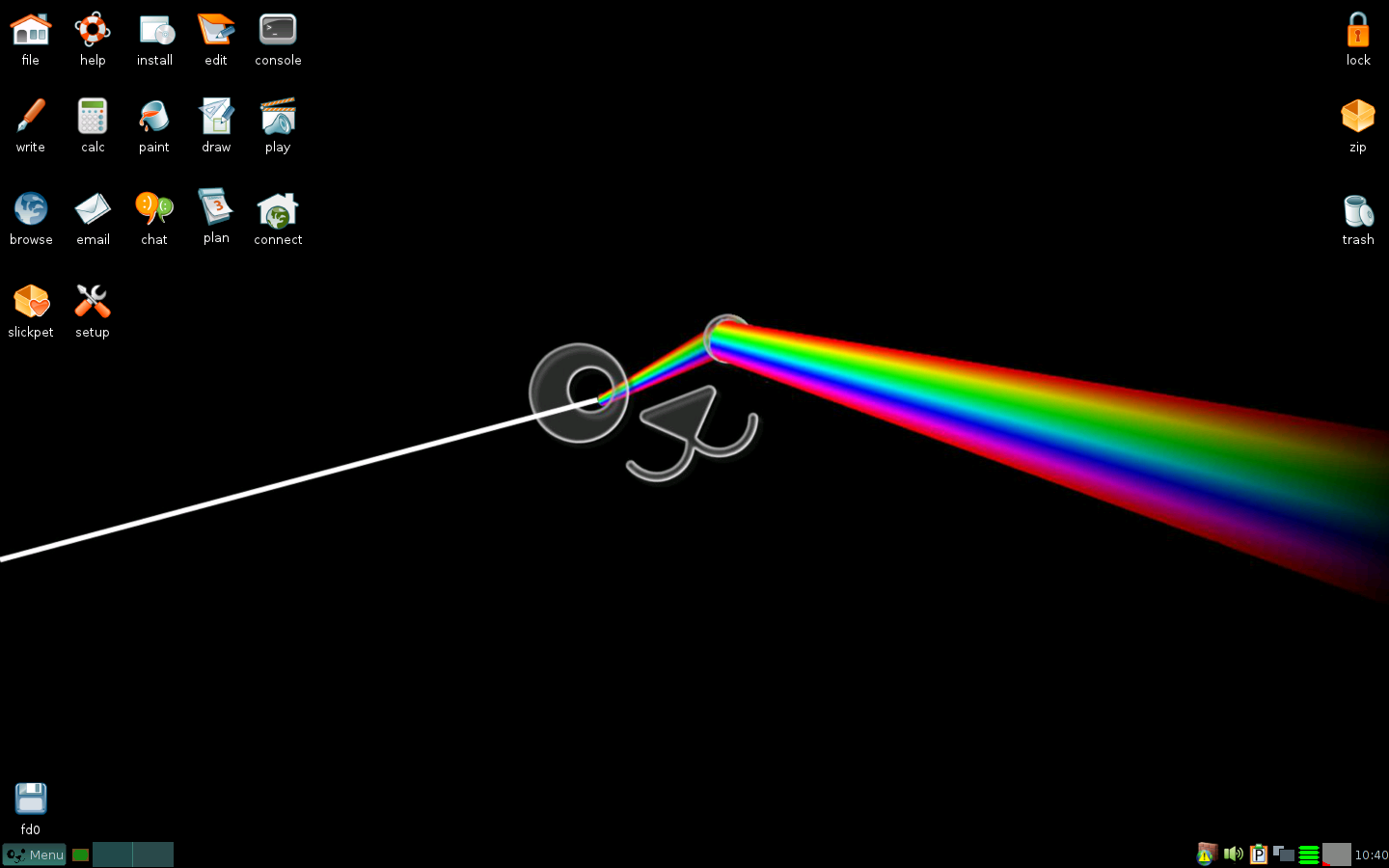
Puppy Linux 5.3.0

Toto je seznam linuxových distribucí, které běží z RAM počítače. Díky této schopnosti jsou velmi rychlé, protože čtení a zápis dat z/do RAM je rychlejší než čtení a zápis dat z/na pevný disk. 
Mnoho z těchto operačních systémů startuje z Live CD nebo na jiného vyměnitelného média, ale v podstatě mohou být spouštěny i z pevného disku.
| Distribuce                          | Založeno na      | Velikost RAM                                                 | Instalační médium                        |
| ----------------------------------- | ---------------- | ------------------------------------------------------------ | ---------------------------------------- |
| Alpine Linux                        | –                | základní systém používá méně než 64 MB                       | CD - USB flash disk - HDD                |
| Arudius                             | Slackware & Slax | 210 MB                                                       | CD - DVD - USB flash disk                |
| AUSTRUMI                            | Slackware        | méně než 100 MB                                              | CD - DVD - USB flash disk                |
| Damn Small Linux                    | Knoppix          | 128 MB                                                       | CD - USB flash disk - HDD                |
| Kanotix                             | Debian & Knoppix | 1 GB                                                         | CD - DVD - USB flash disk - HDD          |
| Knoppix                             | Debian           | 1 GB                                                         | CD - DVD - USB flash disk - HDD          |
| Grml                                | Debian           | 256 MB (vyžadováno), 512 MB (nebo více doporučeno)           | CD - USB flash disk - HDD                |
| Lighthouse Linux                    | Puppy            | 256 MB (vyžadováno), 512 MB (doporučeno), 768 MB (volitelně) | CD - DVD - USB flash disk                |
| Lightweight Portable Security (LPS) | –                | 178 MB (základ. velikost), 382 MB (deluxe)                   | CD - USB flash disk                      |
| MacPup                              | Puppy            | 164 MB                                                       | CD - USB flash disk                      |
| MCNLive                             | Mandriva         |                                                              | CD - USB flash disk                      |
| Mustang Linux                       | Slackware        | 168 MB                                                       | CD - DVD                                 |
| Parted Magic                        | –                | 175 MB až 312 MB                                             | CD - DVD - USB flash disk - HDD          |
| PCLinuxOS                           | Mandriva         | 1 GB                                                         | CD - DVD - USB flash disk - HDD          |
| Puppy Linux                         | –                | 128 MB                                                       | CD - DVD - USB flash disk - HDD          |
| RIPLinuX                            | Slackware        | 512 MB                                                       | CD - DVD - USB flash disk                |
| Slax                                | Slackware        | 48 MB (text. režim), 256 MB (prostředí KDE)                  | CD - DVD - USB flash disk - HDD          |
| Porteus                             | Slackware        | 512 MB                                                       | CD - DVD - USB flash disk                |
| SliTaz                              | –                | 192 MB                                                       | CD - DVD - USB flash disk - HDD - Floppy |
| Tin Hat Linux                       | Gentoo           | 4 GB                                                         |                                          |
| Tiny SliTaz                         | SliTaz           | 8 MB                                                         | CD - DVD - USB flash disk - HDD - Floppy |
| Tiny Core Linux                     | –                | 46 MB                                                        | HDD - CD                                 |
| Trinity Rescue Kit (TRK)            | Mandriva         | 256 MB, 512 MB (doporučeno)                                  | CD - USB flash disk                      |